# Соповська
Со́повська (рос. Соповская) — присілок у складі Підосиновського району Кіровської області, Росія. Входить до складу Підосиновського міського поселення.
Населення становить 4 особи (2010, 8 у 2002).
Національний склад станом на 2002 рік — росіяни 100 %.